# Hydraena pygmaea
Hydraena pygmaea är en skalbaggsart som beskrevs av Waterhouse 1833. Hydraena pygmaea ingår i släktet Hydraena och familjen vattenbrynsbaggar.

## Underarter
Arten delas in i följande underarter:
- H. p. reflexa
- H. p. pygmaea